# José Jaime González
Pour les articles homonymes, voir José González et González.
González  Pico est un nom espagnol. Le premier nom de famille, en général paternel, est González ; le second, en général maternel, souvent omis, est Pico.
José Jaime González Pico (dit "Chepe" González) est un ancien coureur cycliste colombien né le 28 juillet 1968 à Sogamoso.

## Biographie
Il commença sa carrière en 1992 avec l'équipe Postobón. Excellent grimpeur, il se distingua sur les routes sud-américaines, en remportant à deux reprises le Tour de Colombie. Il fut alors recruté par l'équipe espagnole Kelme, avec laquelle il participa au Tour de France et au Tour d'Italie. Il y remporta trois étapes de montagne. Ses principaux titres furent ceux de meilleur grimpeur des Giro 1997 et 1999. En 2000, il rejoint l'ambitieuse équipe colombienne Aguardiente Néctar-Selle Italia, qui voit également arriver Hernán Buenahora et Freddy González. Il n'acquit pas de victoires, mais termina, comme en 1998 à la deuxième place du classement de la montagne du Tour d'Italie.
En avril 2001, il fut licencié, avec le médecin de l'équipe Alberto Beltran, après que des produits dopants furent saisis dans leur chambre d'hôtel. Recruté ensuite par Mobilvetta, il mit un terme à sa carrière sportive à la fin de la saison.

## Palmarès

### Palmarès année par année
- 1990
  - 5e étape du Tour de Colombie
- 1991
  - 3e et 7e étapes du Clásico RCN
  - 2e du Clásico RCN
  - 3e du Tour du Táchira
- 1992
  - 5e étape du Tour de Colombie
- 1994
  - Tour de Colombie :
    - Classement général
    - 5e, 6e et 8e (contre-la-montre) étapes
- 1995
  - 5e étape du Clásico RCN
  - Tour de Colombie :
    - Classement général
    - 2e et 11e étapes
- 1996
  - 11e étape du Tour de France
  - 8e étape du Clásico RCN
- 1997
  - Tour d'Italie :
    -  Classement de la montagne
    - 20e étape
- 1999
  - Tour d'Italie :
    -  Classement de la montagne
    - 5e étape

  - 7e étape du Tour de Colombie

### Résultats sur les grands tours

#### Tour de France
2 participations
- 1996 : 96e, vainqueur de la 11e étape
- 1997 : abandon (18e étape)

#### Tour d'Italie
6 participations
- 1995 : 52e
- 1997 : 15e,  vainqueur du classement de la montagne et de la 20e étape
- 1998 : 12e
- 1999 : 23e,  vainqueur du classement de la montagne et de la 5e étape
- 2000 : 31e
- 2001 : abandon (8e étape)

#### Tour d'Espagne
1 participation
- 1998 : abandon

### Résultats sur les championnats

#### Championnats du monde professionnels

##### Course en ligne
3 participations.
- 1992 : 37e au classement final.
- 1994 : abandon.
- 1995 : 15e au classement final.